# Boitumelo Mafoko
Boitumelo Mafoko (ur. 11 lutego 1982 w Mahalapye) – piłkarz botswański grający na pozycji defensywnego pomocnika.

## Kariera klubowa
Karierę piłkarską Mafoko rozpoczął w klubie Township Rollers. W jego barwach zadebiutował w 2005 roku w botswańskiej Premier League. Grał w nim do 2009 roku. Z klubem tym wywalczył mistrzostwo Botswany w 2005 roku, zdobył Challenge Cup (2005) oraz Charity Cup (2002, 2004, 2006).
W 2009 roku Mafoko przeszedł do południowoafrykańskiego Santosu Kapsztad. Zadebiutował w nim 26 września 2009 w wygranym 2:0 domowym spotkaniu z Platinum Stars. Grał w nim do 2012 roku.
Latem 2012 Mafoko wrócił do Botswany i przez dwa seozny grał w BDF XI. W latach 2014–2018 był zawodnikiem Jwaneng Galaxy FC, w którym zakończył karierę.

## Kariera reprezentacyjna
W reprezentacji Botswany Mafoko zadebiutował 7 lutego 2007 roku w wygranym 1:0 towarzyskim meczu z Namibią. W 2012 roku był w kadrze Botswany na Puchar Narodów Afryki 2012. Od 2007 do 2016 wystąpił w kadrze narodowej 52 razy i strzelił 2 gole.